# Хуана Арагонская (графиня Ампурьяса)
Хуана Арагонская (исп. Juana de Aragon y Navarra), (7 ноября 1344—1384) — инфанта Арагона, дочь короля Педро IV Церемонного и Марии Наваррской, жена графа Ампурьяса Хуана I.

## Биография
Хуана Арагонская родилась в 1344 году в Барселоне. Она была второй дочерью Марии Наваррской и короля Арагона Педро IV. У неё уже была старшая сестра Констанция, а спустя год родилась младшая — Мария.
Педро IV, будучи сыном Альфонсо IV Арагонского и его первой жены Терезы де Энтенсы, был прямым потомком Альфонсо II, первого представителя Барселонской династии на арагонском престоле. 
Мать Хуаны происходила из французского дома Эврё. Его основатель Людовик д'Эврё получил титул от своего отца, короля Франции Филиппа III Смелого. Она умерла, когда Хуане было около трёх лет. Отец девочки через полгода женился на португальской принцессе Элеоноре.
19 июня 1373 года Хуана Арагонская вышла замуж за графа Ампурьяса Хуана I, для которого это был уже второй брак. У супругов было трое детей:
- Хуан (ум.1401) — граф Ампурьяса, наследовал отцу. Был женат на Элфе де Кардона, потомства не оставил.
- Пере (ум.1401) — граф Ампурьяса, наследовал брату. Был женат на Жанне де Рокаберти-и-де-Фенноллет, потомства не оставил.
- Элеонора — умерла в раннем возрасте.

Умерла Хуана Арагонская в 1384 году в Кастельон-де-Ампуриас.